# SuzKen
SuzKen (スズケン 1977年7月2日- )は、日本の音楽家。STEREO LYNCHのメンバーとして1997年にデビュー、現在はソロとして活動。2020年ドラマー定成クンゴと結成したSuzKen & the Kungo Bongosにボーカルとして参加。また SKA SKA CLUB (再結成) 「Afro Begue」等でベーシストとしてのキャリアも持つ。